# Герасимова-Персидская, Нина Александровна
Нина Александровна Герасимова-Персидская  (укр. Ніна Олександрівна Герасимова-Персидська; 23 декабря 1927, Киев, Украинская ССР, СССР — 8 декабря 2020, Киев) — музыковед

, культуролог, общественный деятель, музыкальный педагог. Доктор искусствоведения (1978), профессор (1979), заведующая кафедрой старинной музыки Национальной музыкальной академии Украины имени П. И. Чайковского (с 2000), академик Национальной академии искусств Украины (2001), заслуженный деятель искусств Украины (1997), член Международного музыковедческого общества (IMS, с 1987), Европейского общества культуры (SEC, с 1991), член Совета Конгресса «Musica Аntiqua Europae Orientalis» (МАЕО, Польша, с 1969 г.), член Национального союза композиторов Украины.
Автор более 140 работ, среди которых монографии по истории и теории партесного пения на Украине и в России, статьи, нотные издания партесных концертов и мотетов, музыкальный каталог партесных концертов Института рукописей Национальной библиотеки Украины имени В. И. Вернадского , статьи по проблемам пространства и времени в новейшей музыке и пр.

## Биография
Нина Александровна Герасимова-Персидская родилась 23 декабря 1927 г. В 1951 г. окончила историко-теоретический (класс Л. Н. Ревуцкого и А. Я. Шреер-Ткаченко), в 1952 г. — фортепианный факультет (класс А. А. Янкелевича), в 1954 г. — аспирантуру Киевской государственной консерватории (ныне Национальная музыкальная академия Украины /НМАУ/). В 1955 г. защитила кандидатскую диссертацию на тему «Народнопесенные основы украинского советского симфонизма». С 1951 г. преподает в НМАУ (с 1979 — профессор). В 1978 г. защитила докторскую диссертацию на тему «Партесный концерт на Украине во второй половине XVII — первой половине XVIII века и его место в культуре эпохи». В 2000 г. по инициативе Н. А. Герасимовой-Персидской в НМАУ была организована кафедра старинной музыки . Читала лекции в университетах Европы (1985, 1986, 1990, 1992) и США (1990). С 1995 по 2002 гг. — генеральный секретарь украинского национального комитета Международного музыкального совета (IMC) при ЮНЕСКО. Координатор по связям с Советом по традиционной музыке (IСТМ).

## Награды и премии
- Заслуженный деятель искусств Украины (1997)
- Почётный знак «За заслуги перед польской культурой» Министерства культуры и искусства Польши (2006)
- Премия имени Н. В. Лысенко (1990)
- Большая золотая медаль Национальной академии искусств Украины (2002)
- Серебряная медаль «За заслуги в XX веке» Международного Биографического Центра (1992, Кембридж, Великобритания)
- «Женщина года 1992—1993» (Международный Биографический Центр, Кембридж, Великобритания)

## Деятельность

### Наука
Главные темы, к которым обращалась Н. А. Герасимова-Персидская — музыка эпохи барокко, история и теория партесного стиля, «музыка и время», проявление неклассических принципов в европейской музыке от Ars nova до наших дней. В связи с изучением такой проблематики также в сфере внимания исследователя оказались вопросы пространства и времени в музыке; феномена музыкального произведения; семиотики; формирования общих представлений о нашем времени в их связях с иными — как гуманитарными, так и естественными — науками. Основной проблемой, вокруг которой объединяются все темы творчества учёного, является диалектическая пара дискретность — континуальность , позволяющая представить историю развития европейской музыки как целостную систему. Исследователю присуще глубинное понимание новизны XXI-го столетия, «симптоматики» музыкального искусства грядущей цивилизации. Особое значение в работах Н. А. Герасимовой-Персидской последнего десятилетия приобрела проблема значения музыки в формировании представлений о мире.
Основная проблематика творчества ученого связана с партесным творчеством. Н. А. Герасимовой-Персидской была описана киевская коллекция партесных произведений (комплекты поголосников из Киево-Печерской лавры и Софийского собора). Проводилась также работа в рукописных хранилищах других стран (Россия, Литва, Сербия). Благодаря исследованиям Н. А. Герасимовой-Персидской было, в частности, расширено представление о композиторском творчестве Н.Дилецкого. Опубликованные учёным партесные произведения вошли в репертуар многих хоровых коллективов (например, хора «Киев» под руководством Н. Гобдича , ансамбля «A cappella Leopolis» под руководством Р. Стельмащука).

### Общественная деятельность
Н. А. Герасимова-Персидская была одной из первых, кто налаживал и осуществлял коммуникации между украинским и зарубежным музыковедением. Она активно участвует в работе международных организаций, читает лекции, выступает с докладами на международных научных форумах, симпозиумах Украины, России, Польши, Германии, Италии, Испании, Франции, США, Швейцарии.
Среди проектов, автором и организатором которых была Н. А. Герасимова-Персидская, можно назвать: международный фестиваль «Музыкальные диалоги: Украина и мир барокко» (1994), международную конференцию «Православная монодия» (1998), творческую мастерскую молодых исследователей «Время — Пространство — Музыка» (2000), ежегодные конференции под общим названием «Звук и знак» (с 2005), международный проект «Schola cantorum Basiliensis  в гостях у Национальной музыкальной академии Украины» (Швейцария — Украина, 2000—2003) и др.
Неоспоримым вкладом в развитие украинского музыковедения и усовершенствования системы образования стала разработка концепции первой на Украине кафедры старинной музыки, открывшейся в 2000 г. в НМАУ. Были сформированы специальные учебные программы для исследования как западноевропейской, так и отечественной музыки средневековья, Возрождения, барокко. Оригинальность замысла кафедры состоит в органичном совмещении теории и исполнительства.

### Педагогика
Педагогическая деятельность Н. А. Герасимовой-Персидской связана с НМАУ (с 1951). Она читала базовый курс «Полифония» (историко-теоретический факультет), а также спецкурсы «Эволюция художественных стилей в искусстве» (магистратура), «история музыкальных стилей» (ассистентура-стажировка), «Теория и практика современной музыки» (аспирантура). Руководила дипломными, магистерскими работами, диссертационными (кандидатскими и докторскими) исследованиями.
Н. А. Герасимова-Персидская является создателем своей исследовательской школы украинской медиевистики.

#### Ученики
Среди них:
Е. Берденникова, Т. Брынь, Г. Васильченко-Михно, Ю. Ваш, С. Гоменюк, Т. Гусарчук, Е. Дашевская, Г. Ермакова, Н. Заболотная, О. Зосим, А. Ивко, Л. Ивченко, Е. Игнатенко, Л. Кияновская, И. Крицкая, И. Кузьминский, Г. Ляшенко, Ю. Медведик, А. Сокол, Д. Терентьев, И. Тукова, В.Храпачов, Е. Цирикус, И. Чижик, Е. Шевчук

## Публикации
|  |  |

### Монографии
- Хоровий концерт на Україні в XVII—XVIII ст. — К. : Музична Україна, 1978. — 181 с.
- Партесный концерт в истории музыкальной культуры. — М. : Музыка, 1983. — 288 с.
- Русская музыка XVII века — встреча двух эпох. — М. : Музыка, 1994. — 126 с.  (недоступная ссылка)
- Музыка. Время. Пространство. — К. : Дух і літера, 2012. — 408 с.

### Нотные издания
- Партесний концерт: Матеріали з історії української музики : Партитура / [упор. і автор вступн. ст. Н. О. Герасимова-Персидська]. — К. : Музична Україна, 1976. — 231 с.
- Дилецький М. Хорові твори : Партитура / [упор., ред., вступ. ст. та комент. Н. О. Герасимової-Персидської]. — К. : Музична Україна, 1981. — 153 с.
- Українські партесні мотети початку XVIII століття: з Югославських зібрань : Партитура / [ред.-упор., вступн. ст. Н. О. Герасимова-Персидська]. — К. : Музична Україна, 1991. — 453 с.
- Партесні концерти XVII—XVIII ст. з київської колекції / [упорядкування, розшифровка, зведення в партитуру, наукова редакція, вступн. ст. та комент. Н. О. Герасимової-Персидської]. — К. : Музична Україна, 2006. — 340 с.
- Слепый родивыйся // Хрестоматія української дожовтневої музики / [упорядкування та коментарі О. Я. Шреєр-Ткаченко]. — К. : Музична Україна, 1974. — Ч. 1. — С. 86-100.
- Како не имам плакатися // Музыка. Время. Пространство. — К. : Дух і літера, 2012. — С. 362—378.
- Озлоблен бых // Музыка. Время. Пространство. — К. : Дух і літера, 2012. — С. 379—392.
- О, сладкий свете, Михаиле архангеле // Музыка. Время. Пространство. — К. : Дух і літера, 2012. — С. 393—407.

### Статьи
Более 130. Среди них:
- Характерные черты многоголосия партесных концертов XVII—XVIII ст. // Musica Antiqua. — Bydgoszcz, 1969. — Vol. 2. — S. 369—401.
- Некоторые вопросы формообразования у Шостаковича // Сучасна музика. — К., 1973. — С. 112—124.
- Партесное многоголосие и формирование стилевых направлений в музыке XVII—XVIII ст. // Текстология и поэтика русской литературы XI-XVIII веков : Труды Отдела древнерусской литературы. — Л. : Наука, 1977. — Т. XXXII. — С. 121—132.
- Historyczne uwarunkowanie kategorii czasu w muzyce // Muzyka. — 1978. — № 1. — S. 21-32.
- Про становлення віршового принципу в музиці // Українське музикознавство. — К. : Музична Україна, 1978. — Вип. 13. — С. 84-99.
- Рукописи багатоголосних творів XVII—XVIII ст. у фондах Відділу рукописів ЦНБ // Фонди Відділу рукописів ЦНБ АН УРСР. — К., 1982. — С. 116—130.
- «Малые формы» в украинско-русской музыке XVII в. // Musica Antiqua. — Bydgoszcz, 1985. — Vol. 7. — S. 621—637.
- Об отражении Повести о Варлааме и Иоасафе в древнерусской музыке // Взаимодействие древнерусской литературы и изобразительного искусства : Труды Отдела древнерусской литературы. — Л. : Наука, 1985. — Т. XXXVIII. — С. 331—337.
- Историческая обусловленность музыкального восприятия и типология культуры // Музыкальное восприятие как предмет комплексного исследования. — К., 1986. — С. 18-28.
- Постоянные эпитеты в хоровом творчестве конца XVII — первой половины XVIII веков // Русская хоровая музыка XVI—XVIII веков. — М. : Наука, 1986. — С. 136—152. — (Серия «Сб. трудов ГМПИ имени Гнесиных» : Вып. 83).
- Авторство как историко-стилевая проблема // Музыкальное произведение: сущность, аспекты анализа. — К. : Музична Україна, 1988. — С. 27-33.
- О двух типах музыкального хронотопа // Литература и искусство в системе культуры. — М. : Наука, 1988. — С. 343—349.
- Переход от «знамени» к «киевской квадратной ноте» в музыке Юго-Западной Руси XVII в. // Музыка — культура — человек. — Свердловск : Изд-во Уральского ун-та, 1991. — Вип. 2. — С. 58-65.
- Італійські впливи в українській музиці XVII ст. // Музична культура Італії та Франції: від бароко до романтизму. — К. : КДК іме-ні П.І.Чайковського, 1991. — С. 17-25.
- Polyphony in the Ukrainian Мusic of the XVII с. // Musica Antiqua. — Bydgoszcz, 1991. — Vol. 9. — S. 405—421.
- Die ukrainishe Mehrstimmigkeit: kant und Partessny-Konzert // Alt-russische Musik. Einführung in ihre Geschichte und Probleme / [hrsg. von N. Gerasimowa-Persidskaia]. — Graz/Austria : Akademische druck-u. Verlagsanstalt, 1993. — S. 133—170.
- Музичні знахідки з «Матице Српске» (мотети кінця XVII — початку XVIII ст.) // Український музичний архів. — К. : Центрмузін-форм, 1995. — Вип. 1. — С. 9-14.
- Монодия и многоголосие в церковной музыке Украины XVI—XVIII вв. // Традиционная и духовная музыка — наследие Человечества : Тезисы докладов * Международного музыковедческого симпозиума. — Ереван, 1999. — С. 11-13.
- «Граматика» Миколи Дилецького як джерело атрибуцій його невідомих творів // Науковий вісник НМАУ іме-ні П. І. Чайковського : Музикознавство: з ХХ у ХХІ століття. — К., 2000. — Вип. 7. — С. 34-45.
- Ізоритмічні мотети Гійома де Машо і їх «готична» концепція форми // Київське музикознавство. — К., 2001. — Вип. 6. — С. 5-23.
- Львівський Ірмологіон 1700 року як явище музичної культури // Калофонія. — Львів : Видавництво Львівської Богословської Ака-демії, 2002. — Число 1. — С. 19-24.
- Musikalische Stilelemente als Erkennungszeichen der Konfession (Ukraine und Russland im 17. Jahrhundert) // Kirchenmusik-geistliche Musik — religioese Musik. Musikgeschichte zwischen Ost- und West-europa. — Sinzig, Studio, 2002. — B. 7. — S. 167—174.
- Неомедиевизм в современной музыке как показатель смены культурной парадигмы // Науковий вісник НМАУ імені П. І. Чайковського. — К., 2003. — Вип. 24. — С. 6-13. — (Серія «Старовинна музика: сучасний погляд» : кн. 1).
- Месса Нотр Дам Гийома де Машо: «Сумма музыки» Средневеко-вья и прорыв в Новое искусство // Науковий вісник НМАУ імені П. І. Чайковського. — К., 2006. — Вип. 41. — С. 5-18. — (Серія «Старовинна музика: сучасний погляд. Ars medievalis — Ars contemporalis» : кн. 2).
- О дискретной линеарности в современной музыке // Науковий вісник НМАУ імені П. І. Чайковського : Мистецтвознавчі пошу-ки. — К., 2008. — Вип. 78. — С. 12-17.
- ХХІ столітя і musica mundana // Часопис Національної музичної академії України імені П. І. Чайковського: Науковий журнал. — 2008. — № 1 (1). — С. 90-97.
- Сорок років Musicae antiquae Ukraine // Часопис Національної музичної академії України імені П. І. Чайковського: Науковий журнал. — 2009. — № 1 (2). — С. 26-33.
- От элементарной частицы до «большой формы»: к вопросу о становлении композиции партесного концерта (мажорная сфера) // Науковий вісник НМАУ імені П. І. Чайковського : Старовинна музика — сучасний погляд. — К. : НМАУ імені П. І. Чайковського, 2009. — Вип. 88. Ч. 1. — С. 38-57.
- Звук и знак в музыкальном искусстве: исторический аспект // Київське музикознавство : Музикознавство у діалозі. — Київ-Дюссельдорф, 2011. — Вип. 37. — С. 12-23.
- Интонация в новейшей музыке // Науковий вісник Національної музичної академії України імені П. І. Чайковського : Світ музикознавства: стратегії, дискурси, сюжети. — К. : НМАУ іме-ні П. І. Чайковського, 2011. — Вип. 98. — С. 16-31.